# ووادیسواف دوم لهستان
ووادیسواف دوم ملقب به تبعیدی (به لهستانی:Władysław II Wygnaniec؛ تلفظ لهستانی: [vwaˈdɨswaf]؛ ۱۱۰۵ – ۳۰ مه ۱۱۵۹) دوک بزرگ لهستان و دوک سیلزی از ۱۱۳۸ میلادی تا زمان تبعیدش در سال ۱۱۴۶ بود. او جد و نیای خاندان پیاست‌های سیلزی محسوب می‌شود.